# Mohamed Kharbouch
Mohamed Kharbouch (22 de janeiro de 1977) é um futebolista profissional marroquino que atua como defensor.

## Carreira
Mohamed Kharbouch representou a Seleção Marroquina de Futebol nas Olimpíadas de 2000.